# Šolski razgledi
Šolski razgledi : pedagoški strokovno-informativni časnik je bila revija, ki je izhajala med letoma 1992 in 2018. Bila je namenjena zaposlenim v izobraževanju. Nehala je izhajati zaradi finančnih težav.